# Христина
Христи́на — українське жіноче ім'я. Походить від грец. Χριστίνα — «християнка», «віддана Христу». Чоловіча форма імені Християн.
Українська народна форма — Христя. Зменшені форми — Христинонька, Христиночка, Христинка, Христуня, Христунька, Христуся, Христечка, Христусик, Христюля, Тіна.

## Іменини
- За православним календарем — 6 лютого, 13 березня, 18 травня, 24 липня[2].
- За католицьким календарем:
  - Христина (Кристина) — 5 грудня, 24 липня, 13 березня, 14 лютого, 22 червня, 18 січня.
  - Христиана (Кристіана) — 26 липня, 16 квітня, 15 грудня[3].

## Іншомовні аналоги
А — англ. Christina; 
        араб. كريستينا (اسم;
Б — болг. Кристина;
Г — грец. Χριστίνα;
Д — дан. Christina;
І  — ісл. Christina; 
       італ. Cristiana;
К — кит.: 克里斯蒂娜;
Л — лат. Christina;
П — порт. Cristina;
Р — рос. Кристина;
У — угор. Kriska
Ч — чеськ. Kristýna;

## Відомі носійки імені Христина

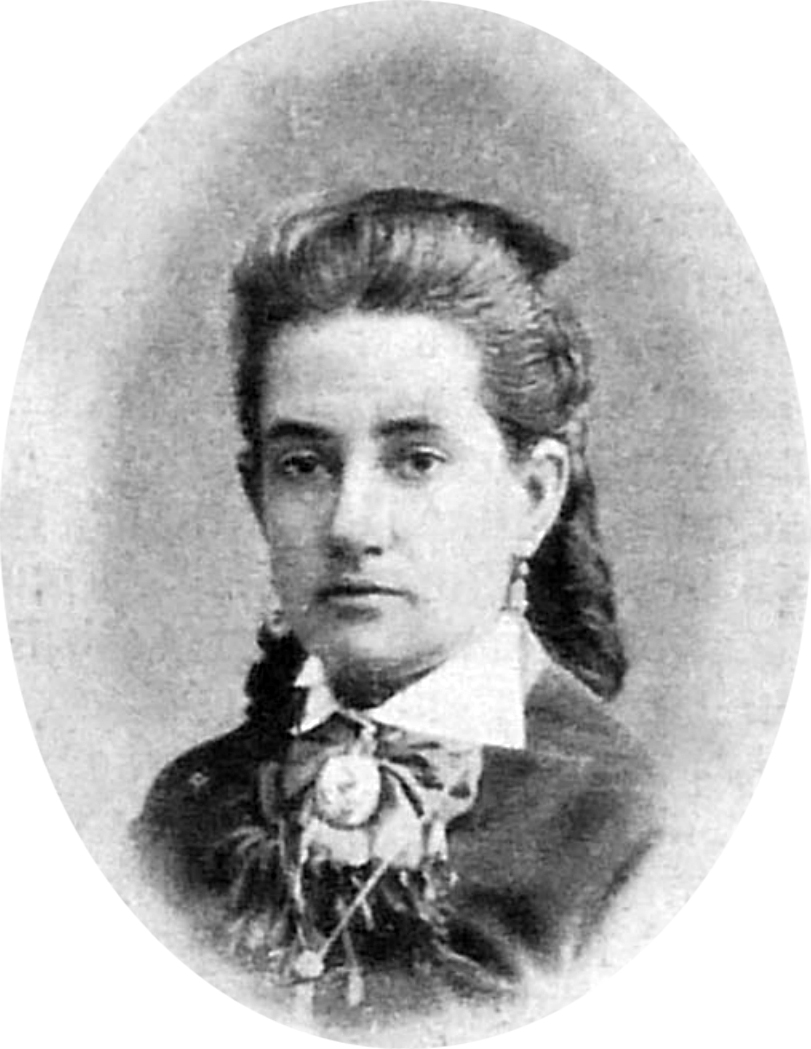
Христина Алчевська, український педагог, організатор народної освіти

- Христина Алчевська — український педагог, організатор народної освіти, дружинам Олексія Алчевського, мати Григорія та Івана Алчевських.
- Христина Соловій (нар. 1993) — українська естрадна співачка, піснярка.
- Христина Любомирівна Стебельська (нар. 1958) — заслужений працівник культури України, народна артистка України, головний редактор Першого Національного телеканалу України, авторка, ведуча, громадська діячка.
- Христина Коц-Готліб — українська фотомодель і співачка, колишня солістка гурту «ВІА Гра».
- Христина Перська — християнська свята VI ст.
- Христина Тирська — християнська свята, мучениця.
- Христина Кесарійська — християнська свята, мучениця.
- Христина Дивовижна — католицька свята XII—XIII ст.
- Христина — християнська свята, мучениця IV ст.
- Христина I — шведська королева.
- Марія Христина Австрійська (1858—1929) — королева-регент Іспанії після смерті чоловіка Альфонсо XII.
- Христина Данська — герцогиня Миланська.
- Крістіна Річчі — американська акторка.
- Христина Джильотті (Даліда) (1933—1987) — естрадна співачка й акторка італійського походження.
- Христина Катракіс — американська художниця українського походження, мистецтвознавець, арткритик і педагог.